# Guglielmo (vescovo di Acqui)
Guglielmo (... – 1169/1170) è stato un vescovo cattolico italiano, vescovo della diocesi di Acqui nella seconda metà del XII secolo.

## Biografia
Probabilmente eletto tra il 1153 e il 1154, si ritiene che resse pacificamente la diocesi fino al 1159, anno in cui si pensa che l'antipapa Vittore IV, spalleggiato da Federico Barbarossa, lo esiliò dalla diocesi per la sua fedeltà a papa Alessandro III.
La prima prova dell'episcopato di Guglielmo - escludendo una bolla di papa Alessandro III datata 1161 rivelatasi però falsa - è un atto in cui il vescovo, su preghiera di Guglielmo IV del Monferrato, cedeva l'8 febbraio 1164 all'abate di Fruttuaria la chiesa di Santa Maria di Gamondio. Il documento venne siglato a Genova probabilmente perché lì si trovò il vescovo in esilio mentre ad Acqui amministrava la diocesi un certo Ugone come antivescovo. 
La presenza dell'antivescovo è dimostrata da alcuni documenti presenti nell'archivio vescovile di Acqui Terme nel quale si trova una pergamena riportante la cessione da parte di un certo Pietro Ramperge di un atto di proprietà al vescovo Ugone. Lo stesso Ramperge riemerge nuovamente nei documenti da un atto di investitura, sempre per lo stesso mulino, da parte stavolta di Guglielmo, rientrato in Acqui, nel 1164.
Rientrato dall'esilio probabilmente il vescovo resse la diocesi senza ulteriori problemi fino alla sua morte avvenuta, si pensa, tra il 1169 e il 1170.